# Luisa Albertina de Schleswig-Holstein-Sonderburg-Plön
Luisa Albertina de Schleswig-Holstein-Sonderburg-Plön (Plön, 21 de julio de 1748-Ballenstedt, 2 de marzo de 1769) fue un miembro de la familia real danesa, y consorte del príncipe Federico Alberto de Anhalt-Bernburg.

## Biografía
La princesa Luisa Albertina de Schleswig-Holstein-Sonderburg-Plön nació en Plön el 21 de julio de 1748, siendo hija del duque Federico Carlos de Schleswig-Holstein-Sonderburg-Plön, miembro de una rama cadete de la familia real danesa, y de Cristina Armgard von Reventlow. Su madre era la hija del conde Cristián Detlev de Reventlow y una sobrina de la reina Ana Sofía de Dinamarca y Noruega.
El 4 de junio de 1763, Luisa Albertina contrajo matrimonio con el príncipe Federico Alberto de Anhalt-Bernburg en Augustenborg. Tuvieron dos hijos:
- Alexis Federico Cristián (1767-1834), príncipe y luego duque de Anhalt-Bernburg.
- Paulina (1769-1820), princesa consorte de Lippe como la esposa del príncipe Leopoldo I de Lippe.

En 1765, su marido sucedió a su padre, el príncipe Víctor Federico de Anhalt-Bernburg, como príncipe de Anhalt-Bernburg. 

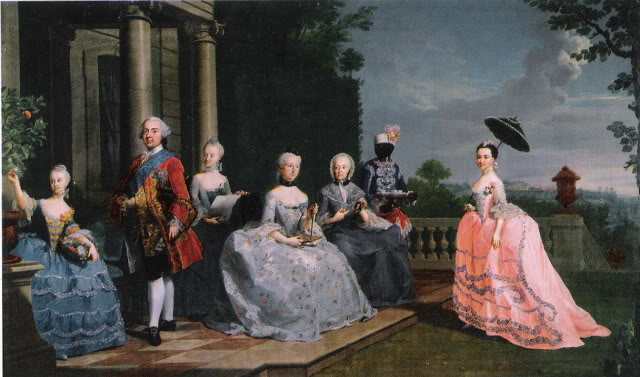
Pintura por Johann Heinrich Tischbein (1759), de izquierda a derecha: la princesa Luisa Albertina; el duque Federico Carlos; la princesa Federica Sofía; la duquesa Cristina Armgard; Dorotea Cristina; un sirviente africano; y la princesa Carlota Amalia Guillermina en la Mansión Traventhal.

Murió el 2 de marzo de 1769 en Ballenstedt. Está enterrada en la cripta de la Iglesia de San Egidio del castillo en Bernburg.